# Мануель Бонілья
Мануель Бонілья Кірінос (7 червня 1849 — 21 березня 1913) — військовий діяч, президент Гондурасу з 1903 до 1907 та з 1912 до 1913 року. До цього виконував обов'язки віце-президента Гондурасу з 1895 до 1899 року.

## Життєпис
Народився в Хутікальпі (департамент Оланчо). Бувши молодим, брав участь у багатьох збройних конфліктах. Зрештою дослужився до звання генерала. Починав як ліберальний політик, проте згодом навернувся до консервативних поглядів, а ще пізніше став головним ідеологом та засновником Національної партії. На президентському посту надавав значні пільги банановим компаніям північного узбережжя.